# Christa Womser-Hacker
Christa Womser-Hacker (* 1957 in Altötting) ist eine deutsche Informationswissenschaftlerin.

## Leben
Nach dem Studium (1976–1984) der Romanistik, Allgemeinen Sprachwissenschaft und Informationswissenschaft an der Universität Regensburg (Magister Artium 1984 in Allgemeiner Sprachwissenschaft mit Schwerpunkt Informationswissenschaft und Romanistik) war sie von 1984 bis 1997 Projektleiterin verschiedener Projekte zum Information Retrieval, zur Evaluierung und zur Mensch-Maschine-Interaktion an der Universität Regensburg. Nach der Promotion 1988 in Allgemeiner Sprachwissenschaft mit Schwerpunkt Informationswissenschaft war sie von 1991 bis 1997 wissenschaftliche Assistentin/Oberassistentin in Informationswissenschaft an der Universität Regensburg. Nach der Habilitation 1997 (Venia Legendi im Fach Informationswissenschaft) war sie von 1998 bis 2002 C3-Professorin für Angewandte Informationswissenschaft an der Universität Hildesheim und seit 2002 C4-Professorin für Informationswissenschaft an der Universität Hildesheim.
Ihre Arbeitsschwerpunkte sind Multilingualität + Interkulturalität in Informationssystemen, Evaluierung von Information-Retrieval-Systemen und Usability/User Experience - Mensch-Maschine-Interaktion.

## Schriften (Auswahl)
- Der PADOK-Retrievaltest. Zur Methode und Verwendung statistischer Verfahren bei der Bewertung von Information-Retrieval-Systemen. Hildesheim 1989, ISBN 3-487-09214-X.
- Das MIMOR-Modell. Mehrfachindexierung zur dynamischen Methoden-Objekt-Relationierung im Information Retrieval. 1996, OCLC 723159784.